# Charles I. de Montmorency
Charles (I.) de Montmorency (* im 14. Jahrhundert; † 11. September 1381) war ein französischer Adliger und Militär, Großbrotmeister und Marschall von Frankreich zur Zeit des Hundertjährigen Kriegs.

## Leben
Charles de Montmorency ist der Sohn von Jean (I.), Seigneur de Montmorency († 1325), und Jeanne de Calletot. Sein Großvater war Mathieu IV. de Montmorency, Admiral von Frankreich und Großkammerherr von Frankreich. Er war Seigneur de Montmorency, Écouen, Damville, Argentan, Berneval, Feuillarde, Vitry en Brie, Chaumont-en-Vexin, Blazon, Chimelier-en-Anjou etc.
Er war Chevalier und diente ab 1336 als Großbrotmeister des Königs Philipp VI. Als sich die Flamen 1339 mit Unterstützung des englischen Königs Eduard III. erhoben und im Jahr darauf Tournai bedrohten, nahm er an der Verteidigung der Stadt teil.
1343/44 wurde er zum Marschall von Frankreich ernannt, 1346 zum Ratgeber und Kammerherrn des Königs, und schließlich 1347 zum Capitaine général de par sa majesté sur les frontières de Flandre et de la mer en toute la langue picarde, zum königlichen Generalkapitän an den Grenzen zu Flandern und entlang der pikardischen Küste.
Er kommandierte 1344 die Armee des Herzogs der Normandie Jean de Valois, die zur Unterstützung von Charles de Blois in die Bretagne geschickt wurde. Er begleitete den Herzog im Jahr 1345 auch in die Guyenne gegen den Earl of Derby und kämpfte am 26. August 1346 bei der Niederlage von Crécy. 1347 trat er als Marschall zugunsten seines Schwagers Édouard I. de Beaujeu zurück. Als Gouverneur der Pikardie kämpfte er 1348 gegen Oudart bâtard de Renty und schlug die Flamen bei Le Quesnoy.
In der Schlacht von Poitiers (19. September 1356) geriet er in Gefangenschaft, währenddessen wurde der Ort Montmorency geplündert und die Burg niedergebrannt, die danach nicht wieder aufgebaut wurde. 1358 trug er zur Verständigung von König Karl dem Bösen von Navarra mit Charles de France, Herzog der Normandie und Regent des Königreichs, bei. Er gehörte zu den Rittern, die am 8. Mai 1360 den Vertrag von Brétigny zwischen den König Philipp VI. von Frankreich und Eduard III. von England schlossen. Am 11. Dezember 1368 wurde er Pate des späteren Königs Karl VI.
Er starb am 11. September 1381 und wurde in der Kirche des Klosters Le Val in Mériel bestattet.

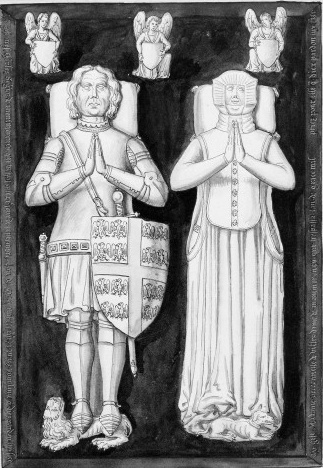
Abbildung des Grabmals von Charles de Montmorency und Péronnelle de Villiers

## Ehe und Familie
1330 heiratete Charles de Montmorency in erster Ehe Marguerite de Beaujeu († 5. Januar 1336, im Kloster Le Val bestattet), Tochter von Guichard VI., genannt le Grand, Sire de Beaujeu et de Dombes, und Marie de Châtillon (Haus Albon). Diese Ehe blieb ohne Nachkommen.
Per Ehevertrag vom 26. Januar 1341 heiratete er in Paris in zweiter Ehe Jeanne de Roucy, Dame de Blazon et de Chimilier en Anjou († 10. Januar 1361, bestattet im Kloster Le Val), Tochter von Jean V. Comte de Roucy et de Braine, und Marguerite de Beaumès, Dame de Mirebeau (Haus Pierrepont). Kinder dieser Ehe sind:
- Jean de Montmorency († 24. Juli 1352), bestattet in der Kirche von Taverny
- Marguerite de Montmorency († nach 21. September 1406[3]), Dame d’Offrainville et du Bosc et de Berneval; ⚭ (Ehevertrag Januar 1351 und 30. November 1356)[4] Robert, Sire d’Estouteville et de Vallemont († 22. Februar 1395[5]), Sohn von Robert d’Estouteville, Seigneur de Vallemont, und Marguerite, Dame de Hotot (Haus Estouteville)
- Jeanne de Montmorency († 1365/66[6]), Dame de Damville; ⚭ (Ehevertrag 29. September 1358) Guy de Laval, genannt Brumor, Seigneur de Challouyau, de Blazon et de Chemillé († wohl 1383) und Jeanne Chabot, genannt de Rais (Haus Montmorency)
- Marie de Montmorency († nach 26. Februar 1372[7]), Dame d’Argentan; ⚭ (1) Guillaume d’Ivry, Chevalier, Seigneur d’Oissery et de Saint-Pathus 1355/68; ⚭ (2) Jean II. de Châtillon, Seigneur de Châtillon-sur-Marne († 1416) (Haus Châtillon).

Nach 1361 heiratete Charles de Montmorency in dritter Ehe Perrenelle de Villiers († vor 1415), Dame de Vitry, La Tour-de-Chaumont, Villiers-le-Sec, Belle-Église bei Chambly, und Bercy-lez-Charenton, Erbtochter von Adam de Villiers, genannt le Bègue, Chevalier, Seigneur de Villiers le Sec, und Alix de Méry. Ihre Kinder sind:
- Charles de Montmorency († 1369), bestattet in der Kirche von Taverny
- Jacques de Montmorency (* 1370; † 1414 vor 20. November), Chevalier, Sire de Montmorency, d’Écouen, de Damville, de Conflans-Sainte-Honorine, de Vitry-en-Brie, de La Tour de Chaumont etc., königlicher und burgundischer Rat und Kammerherr, Premier Baron de France; ⚭ (Ehevertrag 30. Januar und 1. Oktober 1399) Philippes/Philippote de Melun († 1421[8]), Dame de Croisilles et de Courrières, Tochter von Hugues de Melun, Burggraf von Gent, Seigneur d’Antoing et d’Épinoy, und Beatrix, Dame de Beaussart (Haus Melun).
- Denise de Montmorency († nach 1452), Dame d’Argentan; ⚭ (Ehevertrag 12. September 1398) Lancelot Turpin († 1414), Chevalier, Seigneur de Vihiers et de Crissé, 1404 Berater und Kammerherr von Karl VI., Sohn von Gui Turpin, Seigneur de Crissé, und Marguerite de Thouars[9]

Darüber hinaus hatte er mit einer unbekannten Frau einen unehelichen Sohn, Jean bâtard de Montmorency, der 1364 bezeugt ist und Kapitän von Argentan für seinen Vater war.
Perrenelle de Villars heiratete in zweiter Ehe Guillaume d’Harcourt, Seigneur de La Ferté-Imbault et de Montfort-le-Rotrou († 1400) (Haus Harcourt).